# Relações entre China e Coreia do Sul
As relações entre Coreia do Sul e China são as relações diplomáticas estabelecidas entre a República da Coreia e a República Popular da China.
Historicamente, a China têm mantido relações estreitas com a Coreia do Sul. Até a divisão da Península da Coreia, muitos combatentes da independência coreana cooperaram com os chineses durante a ocupação japonesa. Entretanto, após a Segunda Guerra Mundial, a República Popular da China adotou o maoísmo, enquanto que a Coreia do Sul buscou melhorar as suas relações com os Estados Unidos durante a Guerra da Coreia. Ainda durante este conflito, a China brindou sua assistência ao exército da Coreia do Norte, o que quase culminou com a suspensão das relações diplomáticas com a Coreia do Sul. Estas relações se descongelaram gradualmente e em 24 de agosto de 1992 ambos os países restabeleceram relações diplomáticas mais formais.
Os dois países tentaram superar o embargo comercial de 40 anos que haviam experimentado, fazendo com que o intercâmbio entre ambos melhorasse a partir de 1992. Contudo, para sair do isolamento diplomático mútuo com a República Popular da China, os sul coreanos tiveram que romper as suas relações oficiais com a República da China (Taiwan).